# Campeonato Mundial de Patinaje Artístico sobre Hielo de 1984
El LXXIV  Campeonato Mundial de Patinaje Artístico se realizó en Ottawa (Canadá) entre el 20 y el 24 de marzo de 1984 bajo la organización de la Unión Internacional de Patinaje sobre Hielo (ISU) y la Federación Canadiense de Patinaje sobre Hielo. 

## Resultados

### Masculino
| Puesto | Nombre           | País            | Puntos |
| ------ | ---------------- | --------------- | ------ |
| Oro    | Scott Hamilton   | Estados Unidos  |        |
| Plata  | Brian Orser      | Canadá          |        |
| Bronce | Alexandr Fadeyev | Unión Soviética |        |

### Femenino
| Puesto | Nombre           | País                          | Puntos |
| ------ | ---------------- | ----------------------------- | ------ |
| Oro    | Katarina Witt    | República Democrática Alemana |        |
| Plata  | Anna Kondrashova | Unión Soviética               |        |
| Bronce | Elaine Zayak     | Estados Unidos                |        |

### Parejas
| Puesto | Nombre                           | País                          | Puntos |
| ------ | -------------------------------- | ----------------------------- | ------ |
| Oro    | Barbara Underhill / Paul Martini | Canadá                        |        |
| Plata  | Yelena Valova / Oleg Vasiliyev   | Unión Soviética               |        |
| Bronce | Sabine Baeß / Tassilo Thierbach  | República Democrática Alemana |        |

### Danza en hielo
| Puesto | Nombre                              | País            | Puntos |
| ------ | ----------------------------------- | --------------- | ------ |
| Oro    | Jayne Torvill / Christopher Dean    | Reino Unido     |        |
| Plata  | Natalia Bestemianova / Andrei Bukin | Unión Soviética |        |
| Bronce | Judy Blumberg / Michael Seibert     | Estados Unidos  |        |

## Medallero
| Núm. | País                          | Oro | Plata | Bronce | Total |
| ---- | ----------------------------- | --- | ----- | ------ | ----- |
| 1    | Canadá                        | 1   | 1     | 0      | 2     |
| 2    | Estados Unidos                | 1   | 0     | 2      | 3     |
| 3    | República Democrática Alemana | 1   | 0     | 1      | 2     |
| 4    | Reino Unido                   | 1   | 0     | 0      | 1     |
| 5    | Unión Soviética               | 0   | 3     | 1      | 4     |
|      | TOTAL                         | 4   | 4     | 4      | 12    |

| Predecesor: Finlandia 1983 | Campeonato Mundial de Patinaje Artístico sobre Hielo 1984 | Sucesor: Japón 1985 |

- Datos: Q1319068